# Normalized Difference Vegetation Index
De Normalized Difference Vegetation Index (NDVI) is een simpele grafische indicator die gebruikt wordt om remote sensing-data te analyseren. Meestal komt deze data vanuit de ruimte, bijvoorbeeld vanaf observatiesatellieten. Men kan met de NDVI inventariseren of de geobserveerde plekken levende vegetatie bevatten. De index is erop gebaseerd dat vegetatie een groot deel van het zichtbare licht gebruikt voor fotosynthese, en het daardoor nauwelijks wordt teruggekaatst. Nabij-infrarood wordt daarentegen niet gebruikt door planten, en wordt teruggekaatst. Het verschil in reflectie tussen zichtbaar en nabij-infrarood licht is echter ook afhankelijk van de totale hoeveelheid licht die op het oppervlak valt. Daarom wordt het verschil hiervoor gecorrigeerd (genormaliseerd) door het door de totale hoeveelheid licht te delen.
De formule voor NDVI wordt gegeven door:
{\displaystyle {\mbox{NDVI}}={\frac {({\mbox{NIR}}-{\mbox{VIS}})}{({\mbox{NIR}}+{\mbox{VIS}})}}}
waarbij NIR staat voor Near-InfraRed (nabij-infrarood) en VIS staat voor VISible light (zichtbaar licht). De waarde varieert tussen -1 en 1. Een waarde boven ongeveer 0,2 duidt op levende vegetatie.